# Nago-Torbole
Nago-Torbole is een gemeente in de Italiaanse provincie Trente (regio Trentino-Zuid-Tirol) en telt 2793 inwoners (31-12-2010) die de frazionen Nago, Tempesta en Torbole bevolken. De oppervlakte bedraagt 28,4 km², waaruit we de bevolkingsdichtheid van 98,2 inwoners per km² berekenend hebben.

## Demografie
Nago-Torbole telde volgens de gemeente 1246 huishoudens (eind 2010). Het aantal inwoners steeg in de periode 1991-2010 met bijna 25% volgens cijfers uit de tienjaarlijkse volkstellingen van ISTAT.
Torbole, wat ligt aan de noordoostelijke punt van het Gardameer, staat bekend als een sportief dorp. Door de vroege ochtendwind (Peler) en de middagwind (Ora) is het geschikt voor zeilen en surfen. Internationale wedstrijden worden hier gevaren. Er is zowel een surf- als zeilvereniging in Torbole. Andere mogelijke sportieve mogelijkheden nabij Torbole zijn mountainbiken, canyoning en klimmen.
| Jaar | Inwoneraantal |
| ---- | ------------- |
| 1991 | 2236          |
| 2001 | 2289          |
| 2004 | 2434          |

## Geografie
De gemeente ligt gemiddeld 222 m boven zeeniveau.
Nago-Torbole grenst aan de volgende gemeenten: Arco, Riva del Garda, Mori, Ledro, Brentonico, Malcesine (VR).

## Galerij

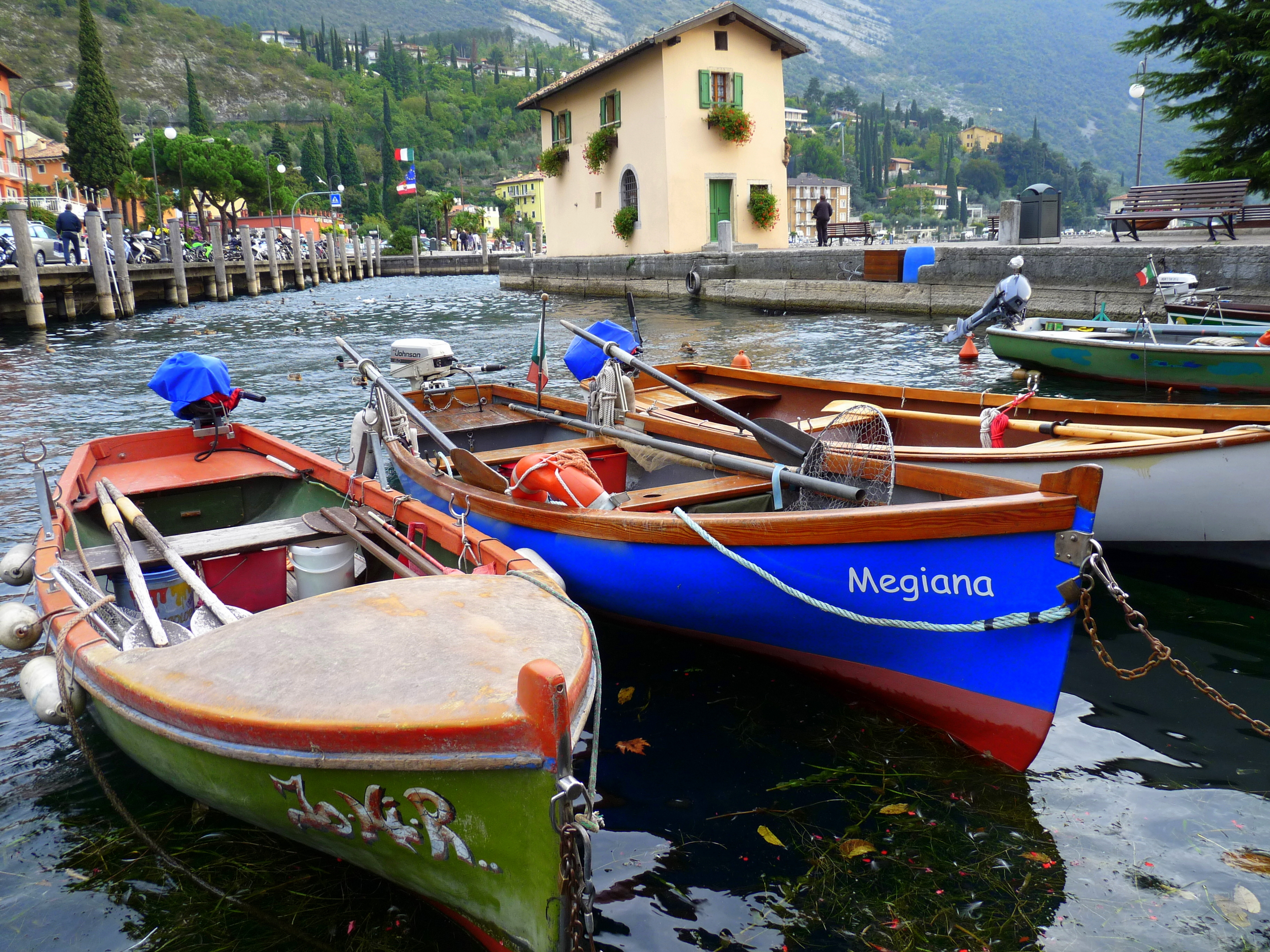
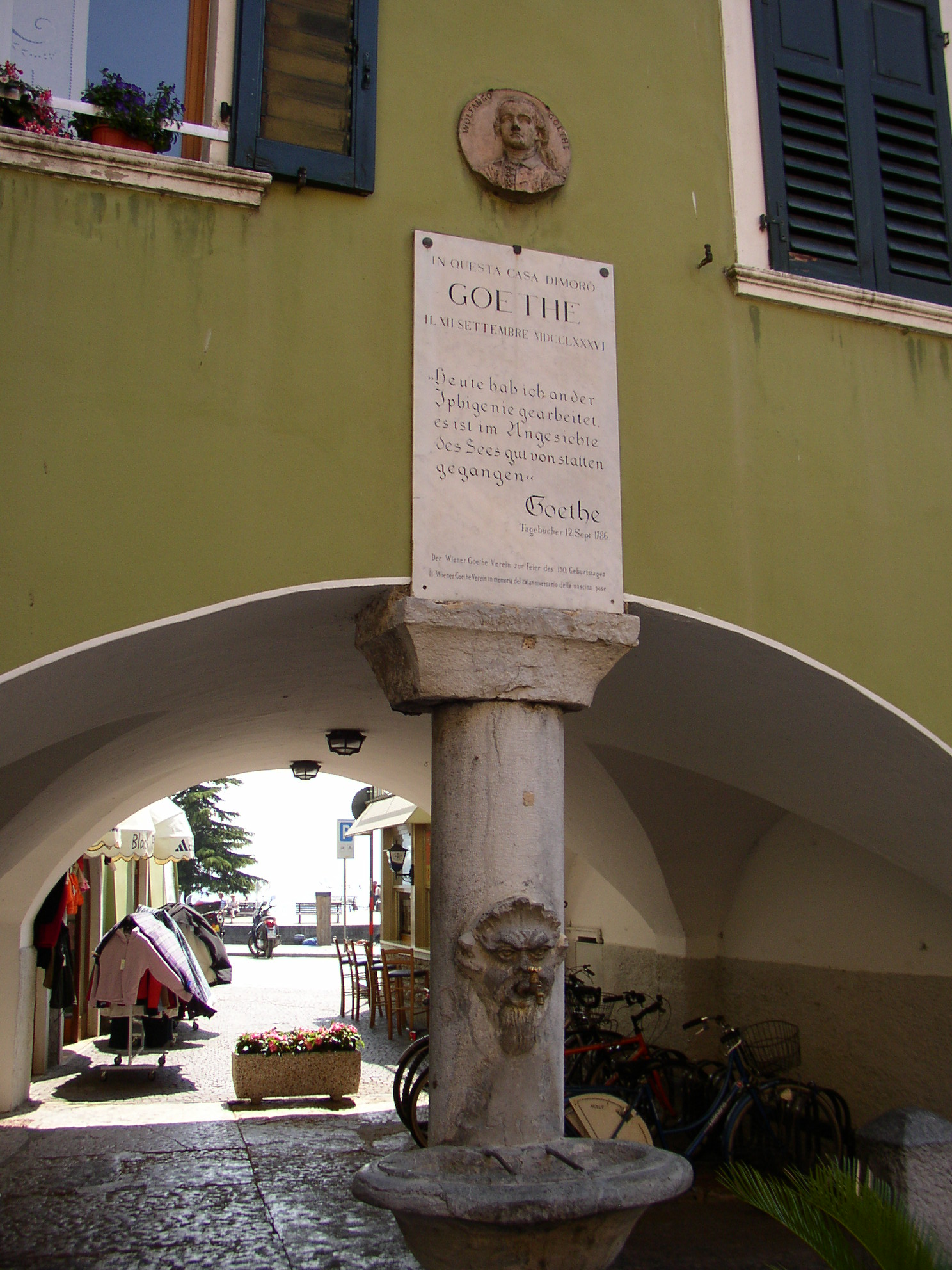
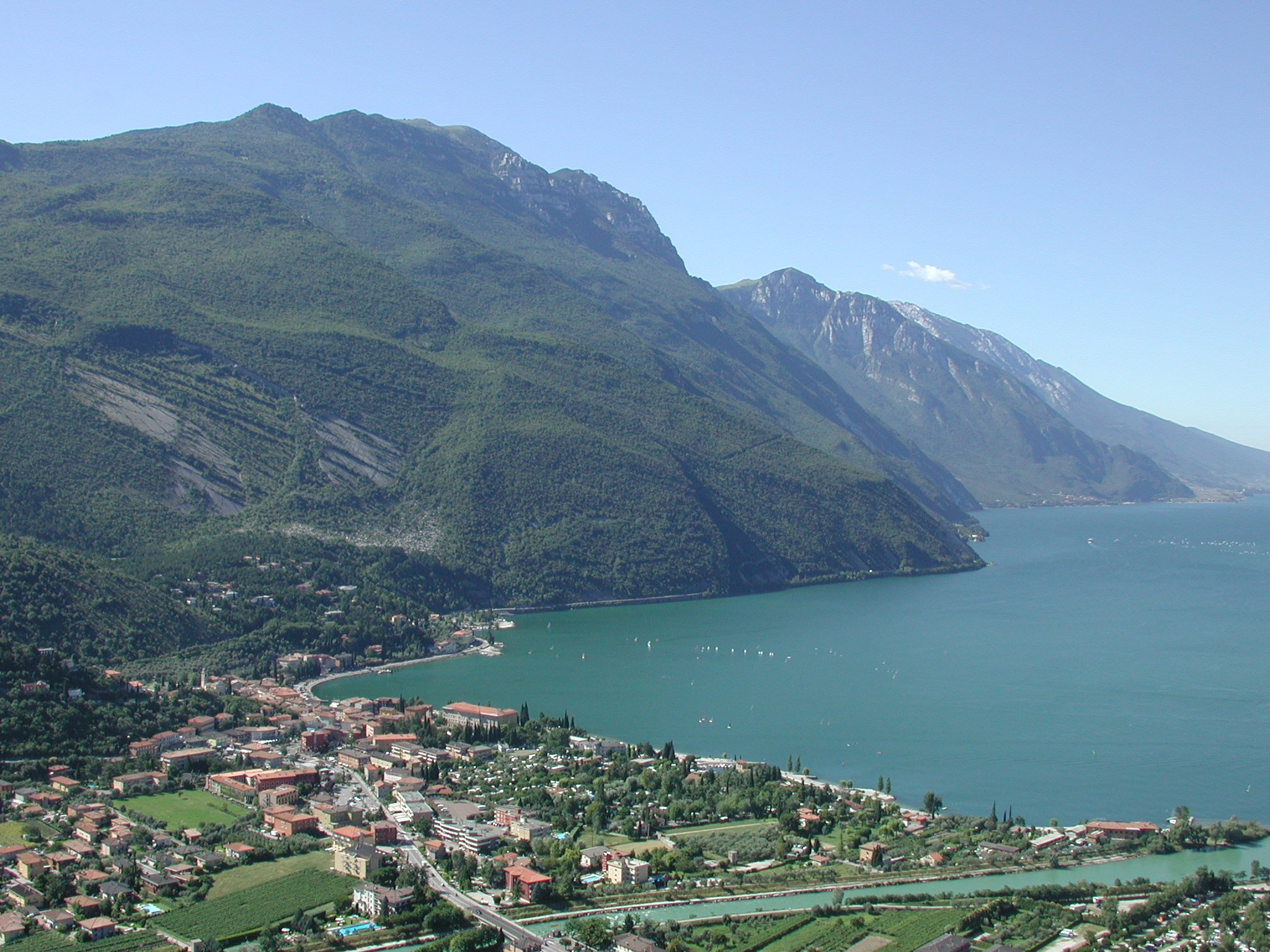
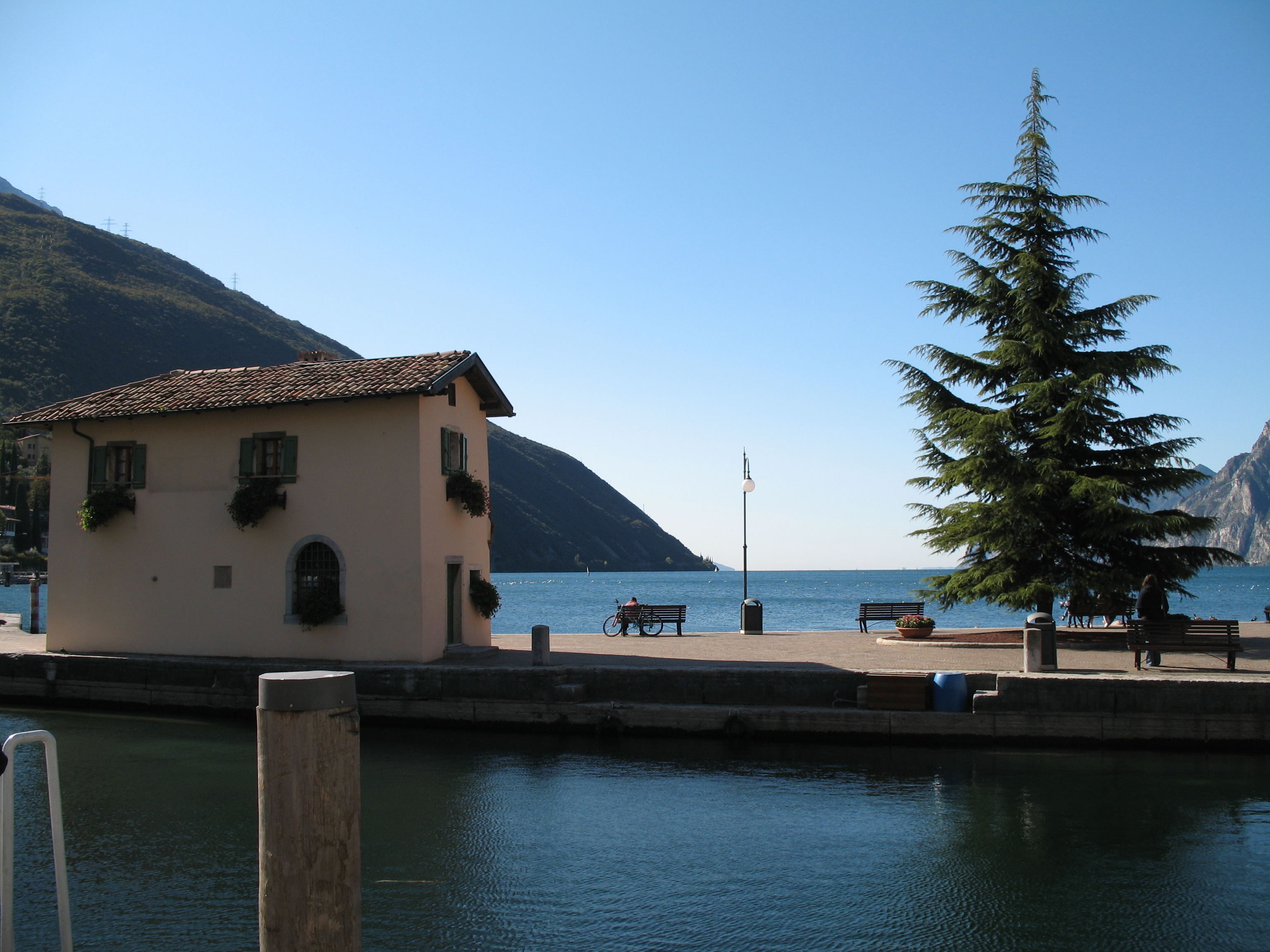